# Широкий Прилук
Широкий Прилук — посёлок в Вилегодском районе, Архангельской области. Входит в состав Вилегодского сельского поселения. В посёлке находится Вохтинская средняя общеобразовательная школа, которая как начальная начала работу в Слудках в 1938 году.

## География
Посёлок находится на юго-востоке Архангельской области, на границе с Республикой Коми. Расположен на федеральной автодороге А123. Река Вохта (Великая Охта) делит посёлок на две части.

## Население
Численность населения посёлка, по данным Всероссийской переписи населения 2010 года, составляла 468 человек. В 2009 году числилось 617 человек, в том числе 197 пенсионеров. Широкий Прилук — самый крупный по численности населённый пункт Вилегодского сельского поселения.

### Карты
- [web.archive.org/web/20050517131813/mapp39.narod.ru/map2/index25.html Топографическая карта P-39-XXV,XXVI]
- [www.g151.ru/content/maps/disk11/P-39%20%20%2072%20%D0%BB%20%20(%D0%A0%D0%A4%20(%D0%A1%D0%AB%D0%9A%D0%A2%D0%AB%D0%92%D0%9A%D0%90%D0%A0))/P39-097,098%20%20%20%D0%A4%D0%9E%D0%9C%D0%98%D0%9D%D0%A1%D0%9A%D0%98%D0%99%20%20(%D0%B0%D1%8D%D1%80%D0%BE%D0%B3%D0%B5%D0%BE%D0%B4%D0%B5%D0%B7%D0%B8%20%2095-.jpg Топографическая карта P-39-97,98]
- Широкий Прилук на Wikimapia